# Agathis montana
Agathis montana ist eine Pflanzenart aus der Familie der Araukariengewächse (Araucariaceae). Sie kommt endemisch auf der Inselgruppe Neukaledonien vor.

## Beschreibung
Agathis montana wächst als immergrüner Baum, der Wuchshöhen von 15 bis 20 Metern erreichen kann. Die große Krone ist abgeflacht. Die hellbraune Stammborke blättert in feinen Platten oder Schuppen ab und weist kleine Lentizellen auf. Die innere Rinde ist rotbraun.
Die Knospen sind kugelig geformt. Junge Blätter sind bei einer Länge von 8 bis 10 Zentimetern und einer Breite von 2,6 bis 3,5 Zentimetern lanzettlich-oval geformt und haben eine spitz zulaufende Blattbasis. Ältere Blätter haben einen kurzen Blattstiel und stehen wechselständig angeordnet an den Zweigen. Sie sind bei einer Länge von 6 bis 8 Zentimetern und einer Breite von 1,5 bis 2 Zentimetern lanzettlich bis elliptisch geformt. Das Blattende ist spitz zulaufend, hat aber eine stumpfe Spitze.
Die männlichen Blütenzapfen sind bei einer Länge von 4 bis 5 Zentimetern und einer Dicke von 0,8 bis 1 Zentimetern zylindrisch geformt. Sie bestehen aus leicht gezähnten Zapfenschuppen, welche sich dachziegelartig überlappen. Die kugeligen weiblichen Zapfen stehen an einen dicken Stiel und werden etwa 9 Zentimeter lang sowie rund 7 Zentimeter dick. Sie bestehen aus eiförmigen, stumpfen Zapfenschuppen. Die rundlichen Samenkörner zeigen zwei verkehrt-eiförmige Flügel.

## Verbreitung und Standort
Das natürliche Verbreitungsgebiet von Agathis montana liegt im Nordosten der Inselgruppe Neukaledonien. Sie kommt dort nur in dem Massif du Panié vor, gelegenen in der Nordprovinz der Hauptinsel Grande Terre. Dort findet man Vorkommen auf dem Mont Colnett, dem Mont Ignambi und dem Mont Panié. Ein in den Roches de la Ouaième beschriebenes Vorkommen beruht auf einen Einzelbaum, bei dem unklar ist, ob er nicht von Einheimischen gepflanzt wurde. Das gesamte Verbreitungsgebiet erstreckt sich über eine geschätzte Fläche von 90 km².
Die Art gedeiht in Höhenlagen von 1000 bis 1640 Metern. Sie wächst häufig in annähernden Reinbeständen in Hanglagen mit einer Neigung von weniger als 35°. Agathis montana scheint flachgründige und verschlammte Böden, die sich auf Schiefer und durch Zersetzung von biologischen Material gebildet haben, zu bevorzugen.

## Systematik
Agathis montana wird innerhalb der Gattung der Kauri-Bäume (Agathis) der Sektion Agathis zugeordnet.
Die Erstbeschreibung als Agathis montana erfolgte 1969 durch David John de Laubenfels in Travaux du Laboratorie Forestier de Toulouse, Band 8, Nummer 5, Seite 2. Ein Synonym für Agathis montana de Laub. ist Salisburyodendron montana (de Laub.) A.V.Bobrov & Melikyan.

## Gefährdung und Schutz
Agathis montana wird in der Roten Liste der IUCN als „vom Aussterben bedroht“ eingestuft. So sind zwanzig Prozent der im Zuge der Unterschutzstellung überwachten Bäume bereits tot. Fünf Prozent der ausgewachsenen Bäume starben zwischen dem Oktober 2012 und dem Februar 2014 ab, was auf einen Bestandsrückgang um achtzig Prozent innerhalb der nächsten 21 Jahre schließen lässt. Bei dieser Rate ist es wahrscheinlich, dass es in hundert Jahren keinen ausgewachsenen Baum dieser Art mehr geben wird.
Als einer der Hauptgefährdungsgründe werden verwilderte Schweine angesehen, welche die dünne Erdschicht umgraben und so Erosion begünstigen sowie die Wurzeln der Bäume beschädigen. Des Weiteren könnten die Schweine auch als Krankheitsüberträger auf die Pflanzen agieren. So wurde eine bisher nicht näher bestimmte Phytophthora-Art an Agathis montana gefunden, welche Ähnlichkeiten mit jener Art hat, die zu einem Bestandsrückgang von Agathis australis geführt hat. Zwei noch nicht genauer bestimmte Borkenkäferarten wurde 2012 an absterbenden Bäumen nachgewiesen; es handelt sich dabei wahrscheinlich um Arten der Gattungen Hylurgus und Hypocryphalus. Einen weiteren Gefährdungsgrund könnte die zunehmende Trockenheit darstellen.
Zum Schutz der Art soll im Jahr 2015 ein Schutzprogramm gestartet werden, welches unter anderem auch die Dezimierung der verwilderten Schweine vorsieht.

## Nutzung und kulturelle Bedeutung
Das Harz von Agathis montana wird von der örtlichen Bevölkerung als Brennstoff für Feuerstellen benutzt. Die Art wurde bisher nur in wenigen botanischen Sammlungen angepflanzt.
Agathis montana wird in Némi und Fwaî, zwei Sprachen der Kanak, als Dayu Biik bezeichnet, was so viel wie „starker und biegsamer Kauri“ bedeutet und auf die Widerstandsfähigkeit der Art gegenüber Stürmen hinweist. Die Einwohner sehen die Bäume am Mont Panié als Wächter dieses Ortes; sie sollen in Verbindung mit den Geistern der Verstorbenen stehen.